# لاكي علي
لاكي علي مالك (مواليد 20 أكتوبر 2003) هو لاعب كريكيت دنماركي. ظهر لأول مرة مع Twenty20 International (T20I) مع الدنمارك، ضد فنلندا، في 13 يوليو 2019.